# Taming the Shrew
Taming the Shrew ist eine deutsche Rock-Band aus Regensburg, die 2015 gegründet wurde.

## Geschichte
Die Gruppe wurde 2015 in Regensburg gegründet. Das Debütalbum heartbeatspoetry erschien 2016, das positiv bewertet wurde. Nachdem es 2018 mit Felix Blume eine Umbesetzung am Schlagzeug gab, erschien im November 2019 dann das zweite Album Cure, welches auch überregional in der Fachpresse große Beachtung fand.

## Rezension
„Die Band präsentiert sich auf ihrem neuen, zweiten Album ‚Cure‘ gewachsener als je zuvor. Gerade dieses Wachsen hört man den acht warmen und wundervoll dynamischen Nummern an: ‚Cure‘ ist die konsequente – nicht zwingend stringente – Weiterentwicklung ihres eigenen Sounds, der zwar nach wie vor in organischem Bluesrock und subtilem Hippie- und Psychedelic-Flair fußt, sich jedoch immer mehr nach vorne entfaltet und auch moderner klingende Elemente offenherzig in die Arme schließt, statt sich nur rückwärts gerichtet selbst zu reproduzieren.“

## Diskografie
- 2016: heartbeatspoetry (Ohrwaschl Records)
- 2019: Cure (My Redemption Records / Cargo)